# Goose Green
Goose Green (hiszp. Pradera del Ganso) – druga co do wielkości liczby mieszkańców miejscowość na Falklandach (posiadłość brytyjska), położona na wyspie Falkland Wschodni. Liczy 71 mieszkańców.